# Luisenburg (Harz)

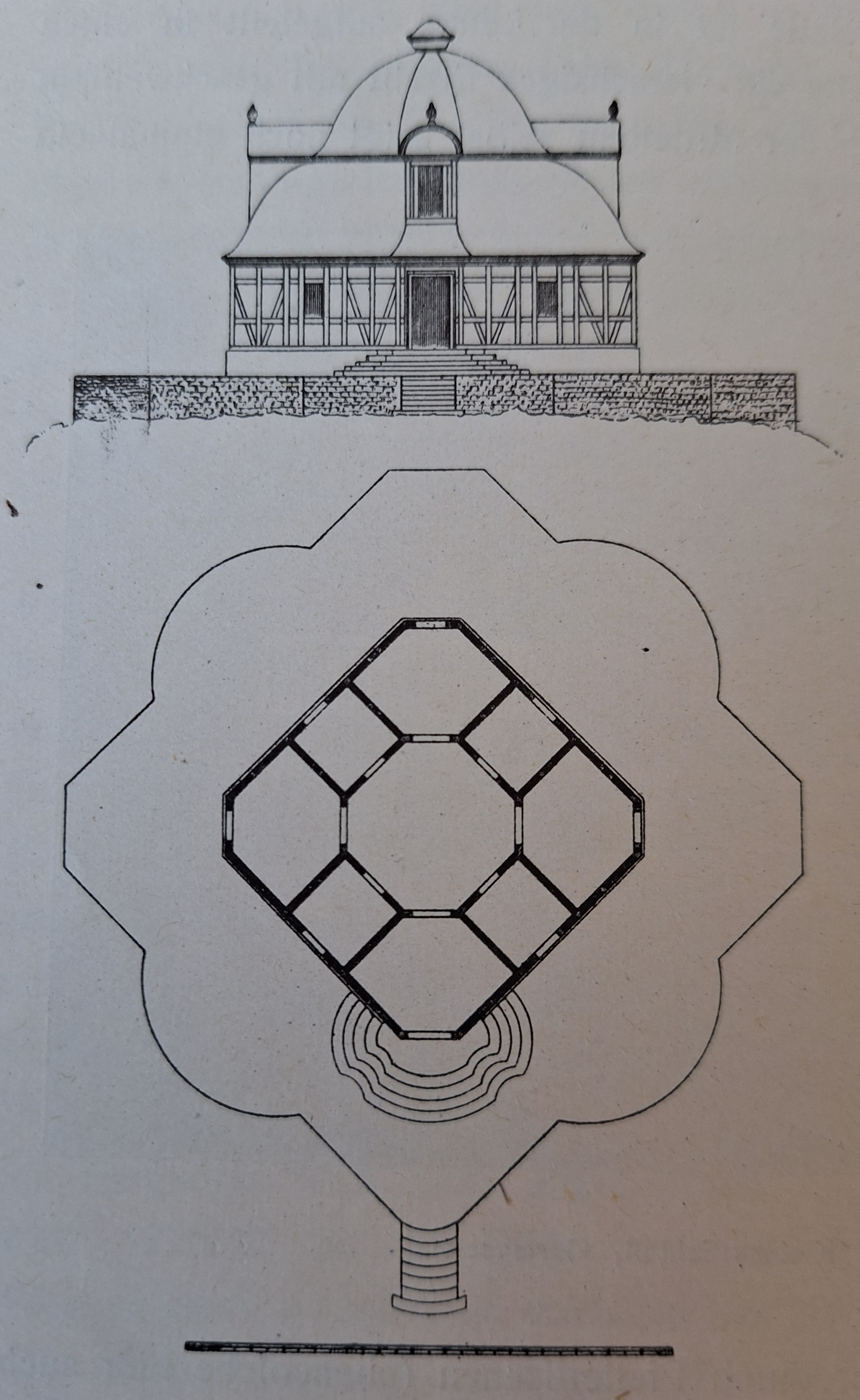
Grund- und Aufriss der Luisenburg aus 1922

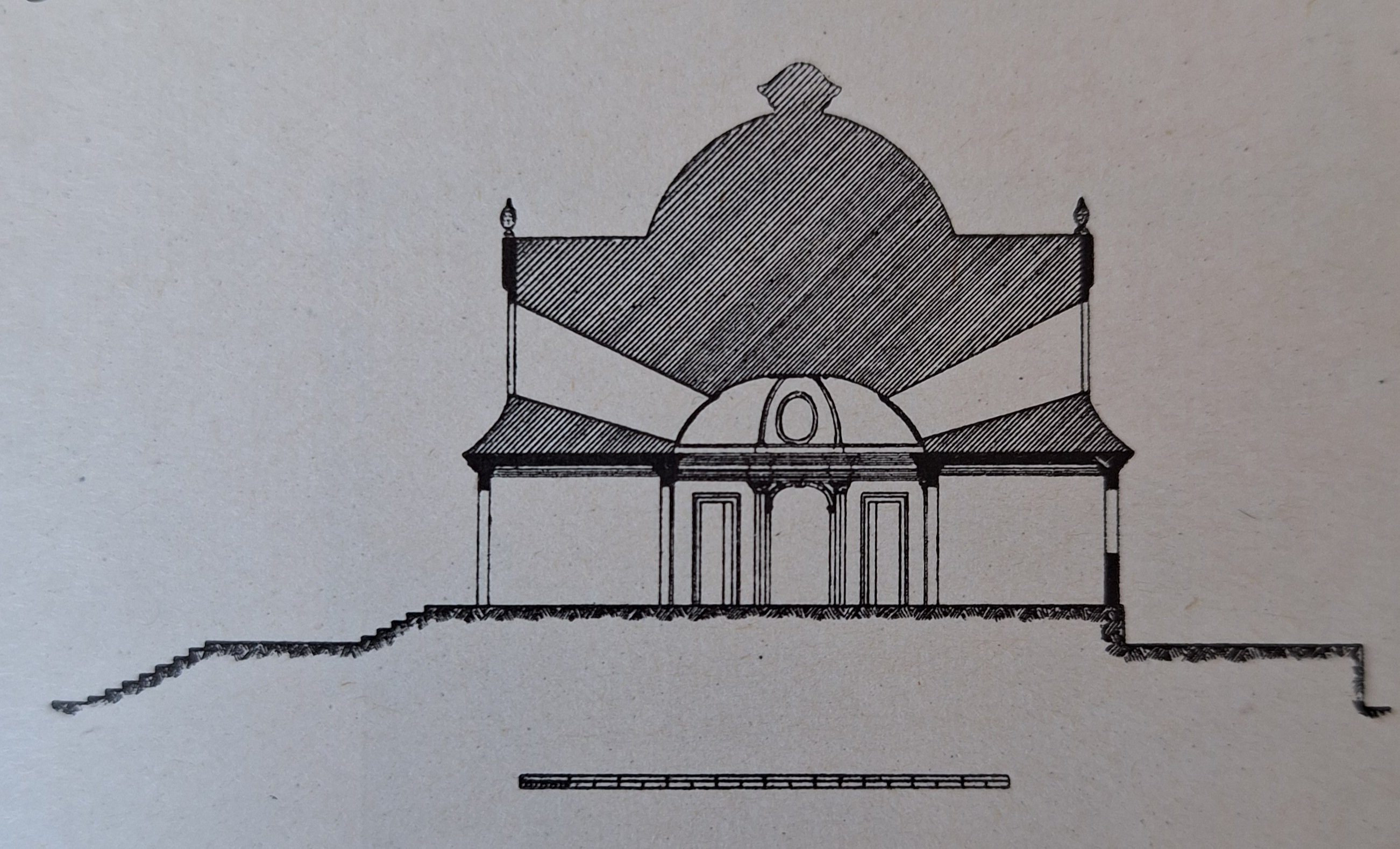
Querschnitt der Luisenburg aus 1922

Die Luisenburg war ein von 1728 existierendes Lustschloss bei Blankenburg im Landkreis Harz (Sachsen-Anhalt).
Das kleine Schloss wurde auf dem Calvinusberg (352,4 m ü. NN) südlich oberhalb des Schlosses Blankenburg als Aussichtspunkt von Herzog Ludwig Rudolf von Braunschweig-Wolfenbüttel für seine Gemahlin Christine Luise von Oettingen-Oettingen in Auftrag gegeben. 1728 wurde es nach Plänen des wolfenbüttelschen Landesbaumeister Hermann Korb errichtet und nach der Herzogin benannt. Es handelte sich um einen eingeschossigen Fachwerkbau mit einem achteckigen Saal, der von acht kleinen Zimmern umgeben war. Das Gebäude hatte ein geschweiftes, kuppelartiges Dach. Lichtschächte führten durch das Dach, die auf Zwerchhäusern mündeten. Im Saal befanden sich Pilaster mit Stuck an den Wänden, die stuckierte Flachkuppel zierte ein Monogramm Christine Luises unter Krone, welches von Händen aus Wolken gehalten wurde. Wegen Baufälligkeit wurde das Gebäude 1945 abgetragen. Heute lassen die vorhandenen Reste der Außenmauern und die Aufgangstreppen das einstige Aussehen des Gebäudes erahnen.
Ein Nachbau der Luisenburg im Maßstab 1:15 befindet sich im Herbergsmuseum in Blankenburg.
Die Ruine Luisenburg ist als Nr. 77 in das System der Stempelstellen der Harzer Wandernadel einbezogen. Der Stempelkasten hängt am Ort der einstigen Luisenburg an einem überdachten Rastplatz.